# Ctibor Turba
Ctibor Turba (* 16. Oktober 1944 in  Marienbad, Deutsches Reich; † 30. Juni 2025 in Hamr bei Nečtiny) war ein tschechoslowakischer und tschechischer Schauspieler, Pantomime, Bühnenautor, Regisseur und Pädagoge. Turba kombinierte das Gehabe eines Zirkusclowns mit Elementen des absurden Theaters und dadaistischem Humor. Zusammen mit seinem Partner Boris Hybner gehörte Ctibor Turba zu den bedeutenden Repräsentanten der modernen tschechischen Pantomime.

## Leben
Turba studierte 1958–1962 in Brünn, wo er aufwuchs, an einer Kunstgewerbeschule. Er wirkte in Filmateliers, vor allem bei den bereits zu der Zeit bekannten Regisseuren Hermína Týrlová und Karel Zeman, wo er die Arbeit mit Animationen und Puppen in Trickfilmen kennenlernte und unter anderem als Animator und Bildner an Zemans Film Baron Prášil (Baron Münchhausen) (1961/62) beteiligt war.
1966 gründete Turba mit Boris Hybner, den er 1965 kennenlernte, in Prag das Ensemble Pantomima Alfreda Jarryho (PAJ), mit dem sie auf dem 1. Pantomime-Festival in Litvínov den ersten Preis gewannen und ein Jahr später in Montreal bei der Weltausstellung Expo 67 in einem Programm der Prager Laterna magika einige Monate erfolgreich auftraten.
Ab etwa 1968, während das Ensemble Pantomima Alfreda Jarryho Auftritte im Ausland bestritt (bis es 1972 durch die Kulturbehörden verboten wurde), arbeitete Turba teilweise auch selbständig und machte Erfahrungen in anderen Bereichen: Er trat im Zirkus Humberto (1968–1969) auf, in Dänemark spielte er 1972–1973 in einem Straßentheaterensemble, und 1974 trat er im Zirkus Alfred mit dem eigenen Programm Klaunerie (Projekt Cirkus Alfred) auf; gleichzeitig lehrte er in verschiedenen Zirkusschulen in der Tschechoslowakei wie im Ausland.
In den 1970er und 1980er Jahren nahm Turba die Zusammenarbeit mit mehreren Schauspiel- und Puppentheatern im Bereich der Bewegungsinszenierung auf und arbeitete für das Fernsehen, unter anderem als Berater und Choreograf. 1989 gründete er in Nečtiny die Pantomimeschule Studio Kaple. 1995 führte er im Nationaltheater in Prag Regie in Janáčeks Příhody lišky bystroušky (Das schlaue Füchslein). 1997 gründete Ctibor Turba das experimentelle, auf die Darstellung der Körperbewegungen spezialisierte Pantomimetheater Alfred ve dvoře (Alfred im Hof). In den ersten zwei Jahren entstanden hier etwa elf Aufführungen, die auch zahlreiche Gastspiele im Ausland absolvierten; das Theater ist insbesondere dadurch bekannt, dass es keinen festen Schauspielerstab gibt, sondern auswärtige Schauspieler und Ensembles auf der Bühne auftreten. Turba gab 2001 die Leitung des Ensembles an die Bürgervereinigung Motus ab.
Turba lehrte an der Musik- und Tanzfakultät (HAMU) der Akademie der musischen Künste in Prag, danach an der Janáček-Akademie für Musik und Darstellende Kunst (JAMU) in Brünn.

## Wirken (Auswahl)
- 1963: Filmrolle in Bylo nás deset von Antonín Kachlík
- 1968: Filmrolle in Údolie vecných karaván
- 1968: Harakiri, Inszenierung des Ensembles Pantomima Alfreda Jarryho (Fernsehfilm 1970)
- 1970: Idioti, Inszenierung des Ensembles Pantomima Alfreda Jarryho
- 1970, Udělej mu to zprava (Turba tacet), Uraufführung in Reduta, weitere Inszenierungen in der Schweiz, in Irland, Schweden, Finnland, Dänemark und den Vereinigten Staaten[10]
- 1971: Filmrolle in Jak čistit lokomotivu (kurzer Stummfilm)
- 1971: P.A.R. 3441, in Reduta, Prag; 1977 französische Version in Paris, in einer anderen Besetzung
- 1976: Traja chrobáci (Fernsehfilm)
- 1986, Inszenierung Deklaunizace
- 1989, Inszenierung Archa bláznů
- 1992: Turba ergo teatro (Dokumentarfilm)
- 2001: Giro di vita (Fernsehfilm, Drehbuch, Regie und Rolle)
- 2009: Haydn (kurzer Dokumentarfilm)